# Zaitsevs regel
Zaitsevs regel är inom organisk kemi en regel som säger att de alkener som bildas vid eliminationsreaktioner kommer huvudprodukten att bli den alken med den mest substituerade, dvs den mest stabila, dubbelbindningen.
Vid eliminationsreaktioner bildas, då det är möjligt, alltid flera isomera produkter. Exempelvis kommer vid elimination av 2-butanol två produkter, 1-buten och 2-buten att bildas. Enligt Zaitsevs regel kommer 2-buten blir huvudprodukt eftersom dess dubbelbindning är mest substituerad.
Regeln är uppkallad efter den ryska kemisten Aleksandr Michajlovitj Zajtsev (1841–1910).